# Rosa banksiopsis
Rosa banksiopsis är en rosväxtart som beskrevs av John Gilbert Baker. Rosa banksiopsis ingår i släktet rosor, och familjen rosväxter. Inga underarter finns listade i Catalogue of Life.